# 臺灣汽車客運公司
臺灣汽車客運股份有限公司，簡稱臺汽、臺汽客運、臺汽公司、臺灣客運，是昔日在臺灣提供公路客運服務的公營企業。1980年成立時具獨佔地位，但1990年代公路客運開放民營以及人事支出負擔等因素導致虧損嚴重。臺汽於2001年起進行分拆與民營化，公路客運業務改由職員集資成立的國光客運承接經營，之後僅有債務與土地資產處理之業務，最終於2011年7月1日正式解散。

## 沿革

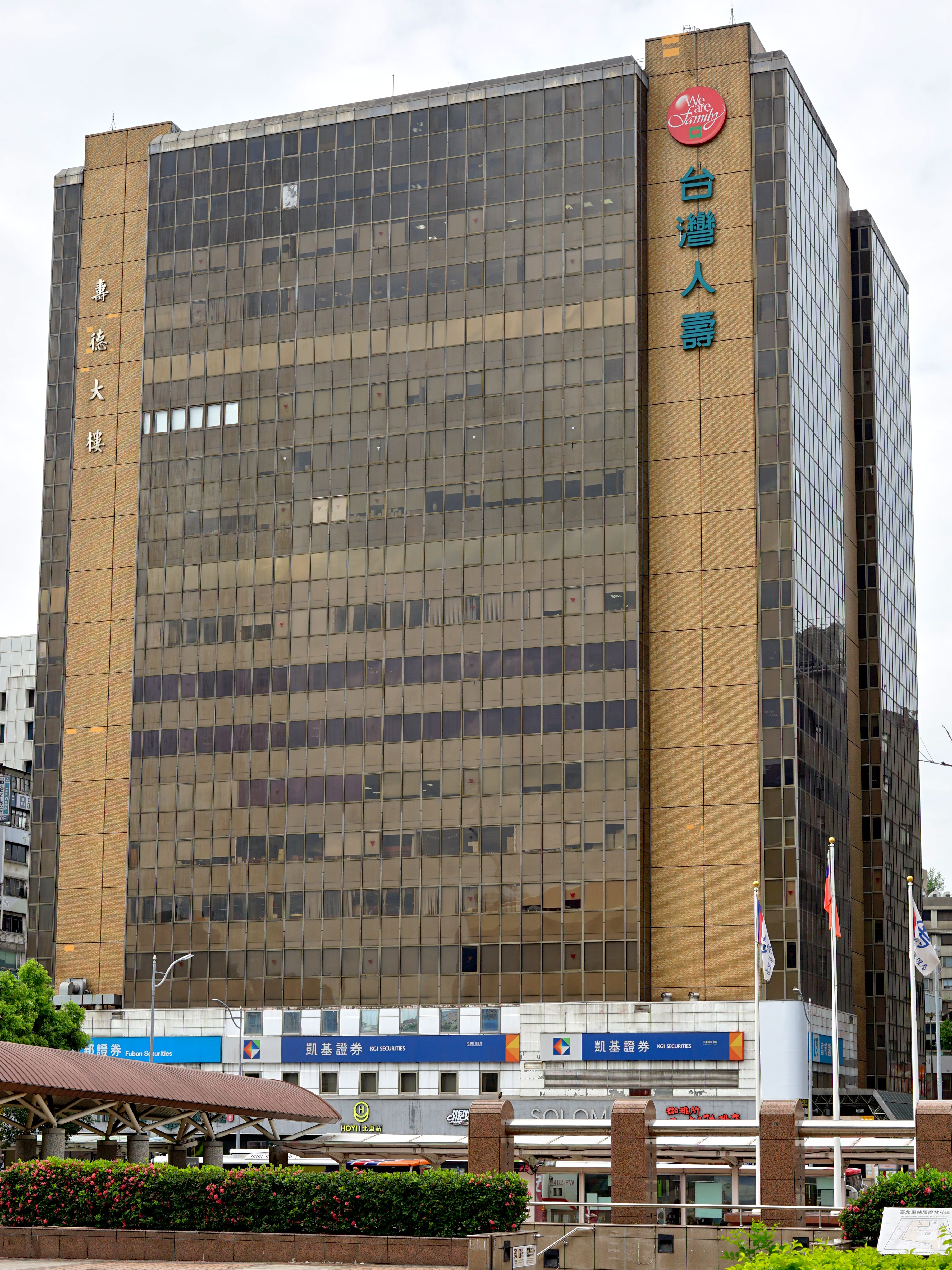
臺汽與國光客運在臺北市許昌街「壽德大樓」4樓皆設有辦公室

臺灣日治時期的公路客運業務隸屬臺灣總督府交通局鐵道部自動車課。1945年中華民國接收臺灣後，臺灣省行政長官公署成立鐵路管理委員會（1948年改制為臺灣鐵路管理局）接收臺灣總督府交通局鐵道部，隸屬臺灣省行政長官公署交通處，仍然掌理臺灣公路客運業務。

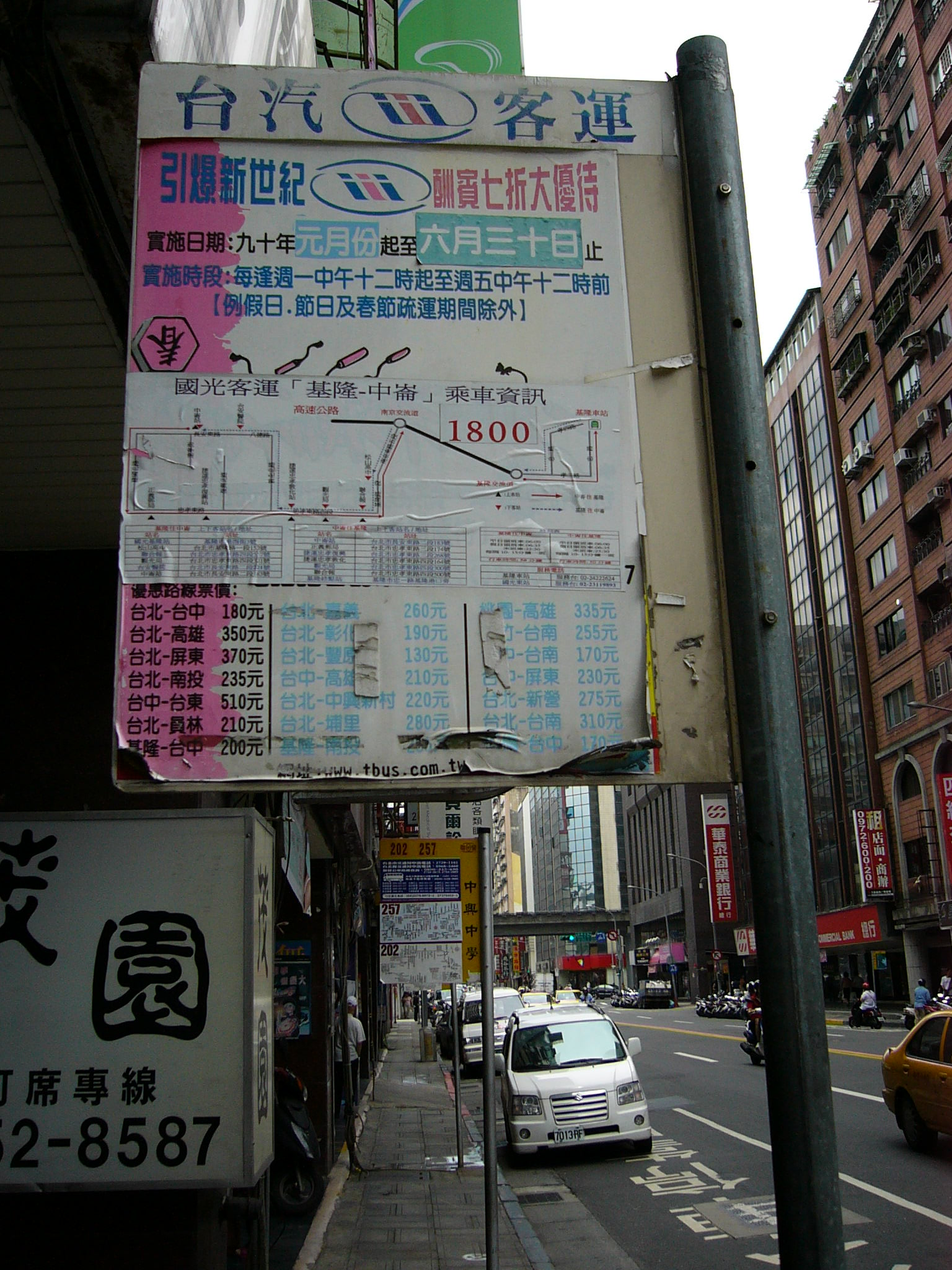
位於臺北市長安東路二段的臺汽第二代商標時期站牌，攝於2010年6月，已於同年9月拆除。

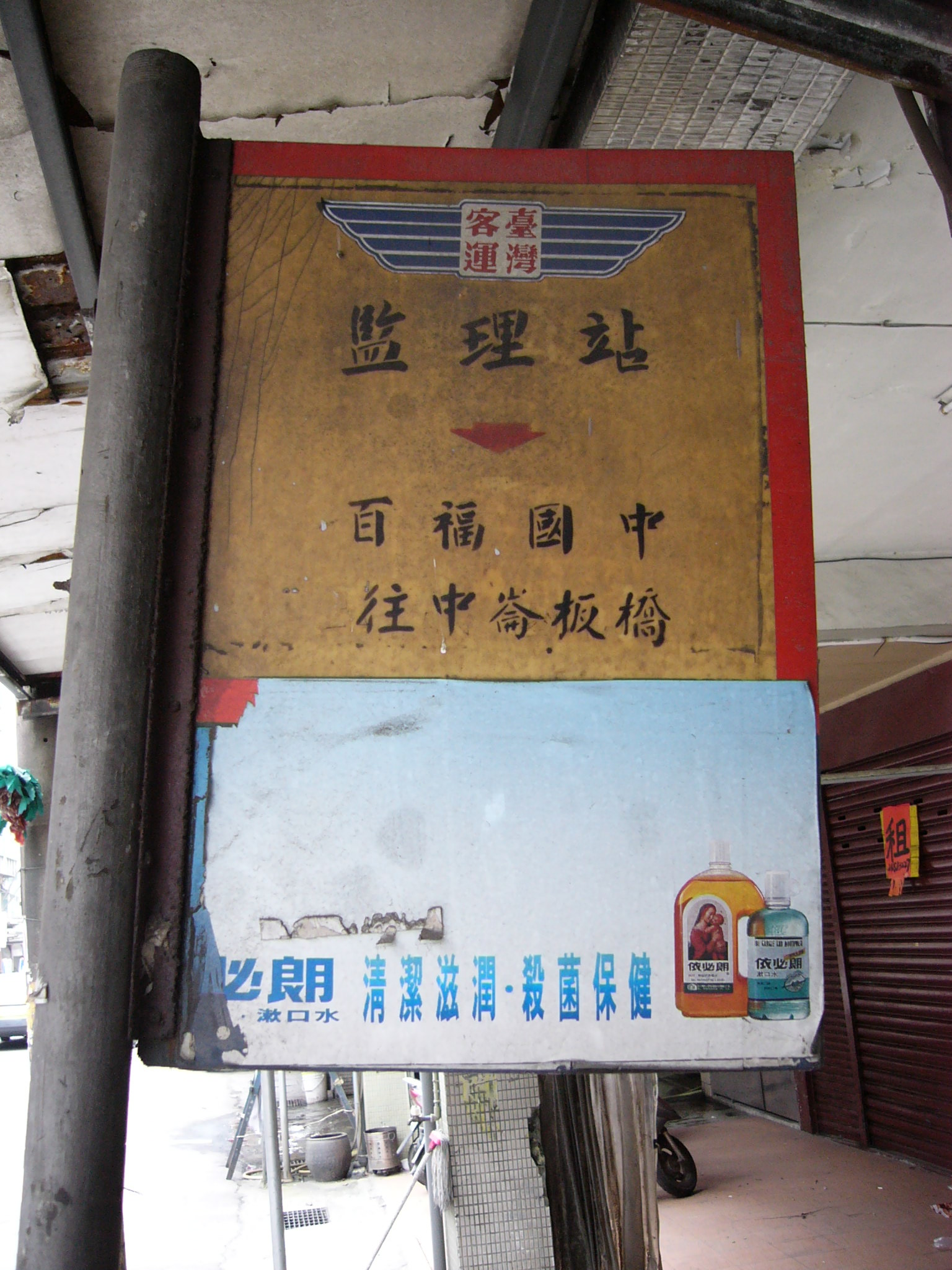
位於基隆市七堵區福五街的臺汽第一代商標時期站牌，商標中央為「臺灣客運」四字，攝於2011年3月，2014年1月時已經被拆除。

1946年8月1日，臺灣省政府正式設立臺灣省公路局（簡稱「公路局」），下設臺北、臺中、高雄、枋寮、花蘇等五區運輸處負責公路客運業務。1977年7月11日，臺灣省政府首長會談決定，將臺灣省公路局公路客運業務全部劃分出來成立臺汽，總部設在臺中市原中華民國陸軍干城營區。1980年10月1日，臺灣省公路局改組，依據《公路法》規定將公路客運業務移交臺汽；臺汽為臺灣省政府交通處管轄之省營交通運輸事業機構，下設第一（新店）、第二（臺中）、第三（高雄）、第四（枋寮）、第五（蘇澳）等五個運輸處，全部維持臺灣省公路局原有之公路客運路線。在1990年代前，臺汽曾是臺灣唯一的長途公路客運經營者。
由於同時兼負偏遠地區的運輸任務，加上人事負擔沉重等因素下，臺汽自1988年開始即年年虧損；而長途公路客運開放予民營客運業者經營後，臺汽的經營路線在民營化前僅剩196條，員工由一萬多人精簡為三千餘人。1995年，臺汽裁撤票證所與機料廠。1997年，臺汽裁撤五個運輸處。臺汽規模逐年萎縮虧損卻連年增加，累積負債高達約新臺幣四百億元。臺汽民營化的呼聲遂由此而起。1998年臺灣省政府功能業務與組織調整後，臺汽改由中華民國交通部主管。2001年1月3日，行政院核定交通部擬具的《臺灣汽車客運公司民營化方案執行計畫》，定下在2001年6月30日前必須完成臺汽民營化的目標。
臺汽的民營化方案是由員工集資成立新公司以承接業務，這在台灣的公營事業民營化是一個全新的模式。公路客運業務移由大部分臺汽員工集資成立之「國光汽車客運股份有限公司」（簡稱國光客運）承接營運。「國光」這個名稱，來自於臺汽主要的營運車種之一「國光號」。2001年6月15日，國光客運完成營利事業登記。7月1日凌晨，臺汽的各營運路線全面移交國光客運經營，完成客運業務民營化；臺汽僅處理出租/出售站場土地等資產清理，以償還債務。
2011年7月1日，臺汽僅存的三位員工（總經理、主任秘書、司機）商調至交通部其他單位，臺汽正式解散。

## 車種

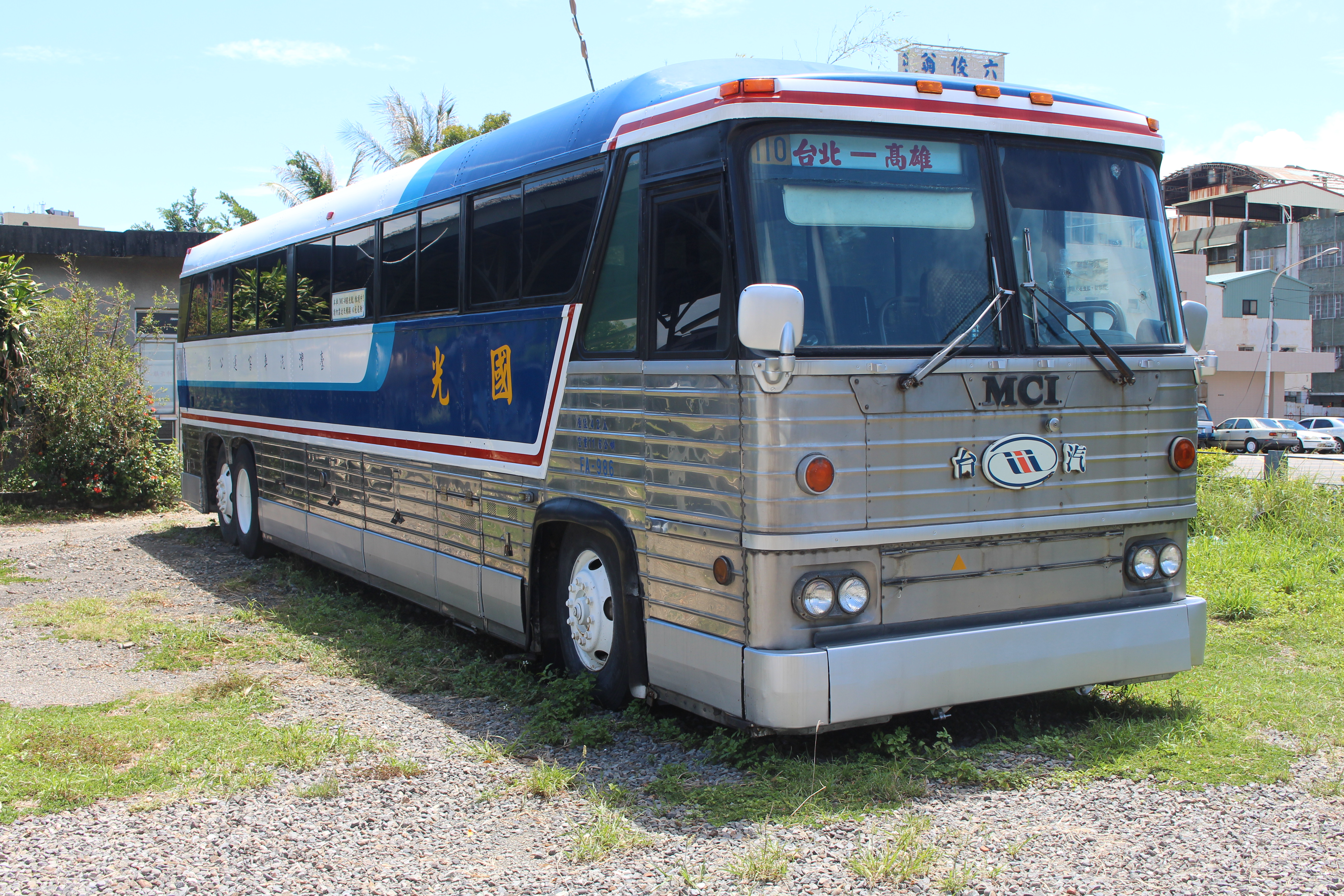
臺汽公司第一代國光號客車

- 國光號（1978－2016），為美國美西艾（Motor Coach Industries，MCI）公司製造車輛[5]，因與美國灰狗巴士（也是美西艾過去母公司）使用車種相同，而在援引連結時以訛傳訛稱作「灰狗巴士」[6][7][8][9]。2001年移交國光客運沿用至2016年1月28日全部退役。
- 中興號（已廢止）
- 金馬號（已廢止）
- 金龍號（已廢止）
- 直達車（已廢止）
- 普通車（已廢止）

## 車站及代售處
以下所列資料為2001年7月1日移轉前所營業車站及代售處。
- 基隆站
- 臺北北站
- 臺北西站
- 臺北東站
- 松山機場站
- 中崙站
- 三重站
- 板橋站
- 桃園站
- 中壢站
- 中正機場站
- 新竹站
- 頭份站
- 苗栗站
- 豐原站
- 臺中站
- 臺中南站
- 通宵站
- 大甲站
- 清水站
- 沙鹿站
- 干城站（今國光客運干城停車場）
- 彰化站（今國光客運彰化站）
- 彰化新站
- 員林站
- 水站
- 草屯站
- 中興站
- 南投站
- 西螺站
- 斗六站
- 斗南站：雲林縣斗南鎮南昌路145號（今雲林縣政府「青銀共生基地」）
- 臺南站
- 高雄北站
- 高雄東站（今高雄願景館入口廣場）
- 高雄南站
- 枋寮站
- 羅東站
- 臺東站：臺東市鐵花路

## 路線
以下所列資料為2001年7月1日移轉前所經營路線，路線後面符號表示：◎中興號；▲國光號，後方括弧為後繼者編號。
- 基隆─淡水◎（聯營862）
- 基隆─新店◎（國光1551）
- 基隆─臺北◎（國光1813）
- 基隆─中崙◎（國光1800）
- 基隆─中壢◎（國光1803）
- 基隆─臺中▲（國光1806）
- 基隆─南投▲（國光1806）
- 臺北─宜蘭◎
- 臺北─羅東◎（國光1811）
- 臺北─桃園（經國道一號）◎（國光1816）
- 臺北─桃園（經臺一線）◎（聯營9102）
- 臺北─金山◎（國光1815）
- 臺北─大溪◎（聯營9103）
- 臺北─中壢◎（國光1818）
- 臺北─楊梅◎
- 臺北─竹東◎（國光1820）
- 臺北─新竹◎（國光1822）
- 臺北-竹南◎（國光1823）
- 臺北─苗栗◎（國光1824）
- 臺北─中正機場▲（國光1819）
- 臺北─水湳─臺中▲（國光1826）
- 臺北─南投▲（國光1831）
- 臺北─埔里▲（國光1832）
- 臺北-日月潭（國光1833）
- 臺北─員林▲（國光1829）
- 臺北─嘉義▲（國光1834)
- 臺北-新營（國光1836）
- 臺北-阿里山（國光1835）
- 臺北─臺南▲（國光1837）
- 臺北─高雄▲（國光1838）
- 臺北─屏東▲（國光1839）
- 中崙─基隆◎（新北1191）
- 松山機場─中正機場（經行天宮）▲（國光1840）
- 松山機場─中正機場（經南崁）◎（國光1841）
- 松山機場─中正機場─大園 ◎ （國光1842）
- 板橋─臺中▲（國光1851）
- 桃園─臺中▲（國光1852）
- 桃園─臺南▲
- 桃園─高雄▲（國光1862）
- 中壢-臺中（國光1863）
- 新竹─臺南▲
- 苗栗─臺中▲
- 臺中─臺南▲（國光1871）
- 臺中─高雄▲（國光1872）
- 臺中─苑裡◎
- 臺中─屏東◎（國光1873）
- 南投─臺中◎（聯營687）
- 南投─豐原◎（聯營687）
- 臺中-埔里（全航6268、聯營6899）
- 臺中-水◎（總達6322、6333）
- 臺中-竹山（聯營9120）
- 臺中-杉林溪（聯營6871）
- 嘉義─臺中▲（員林6872）
- 嘉義─臺南◎
- 嘉義─高雄▲
- 臺南─高雄（經臺一線）◎
- 臺南─屏東（經國道三號）◎

## 圖片

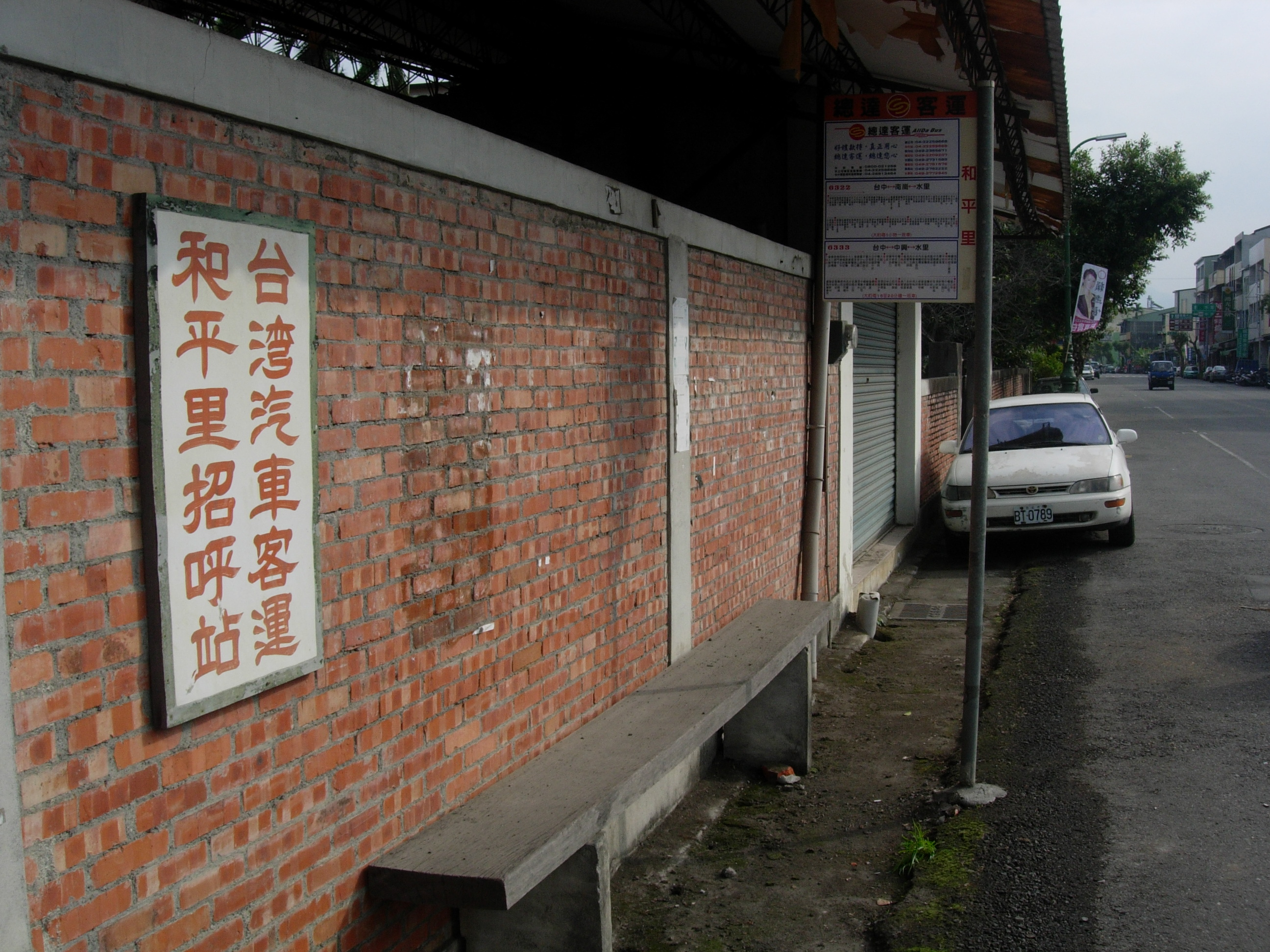
集集和平里招呼站
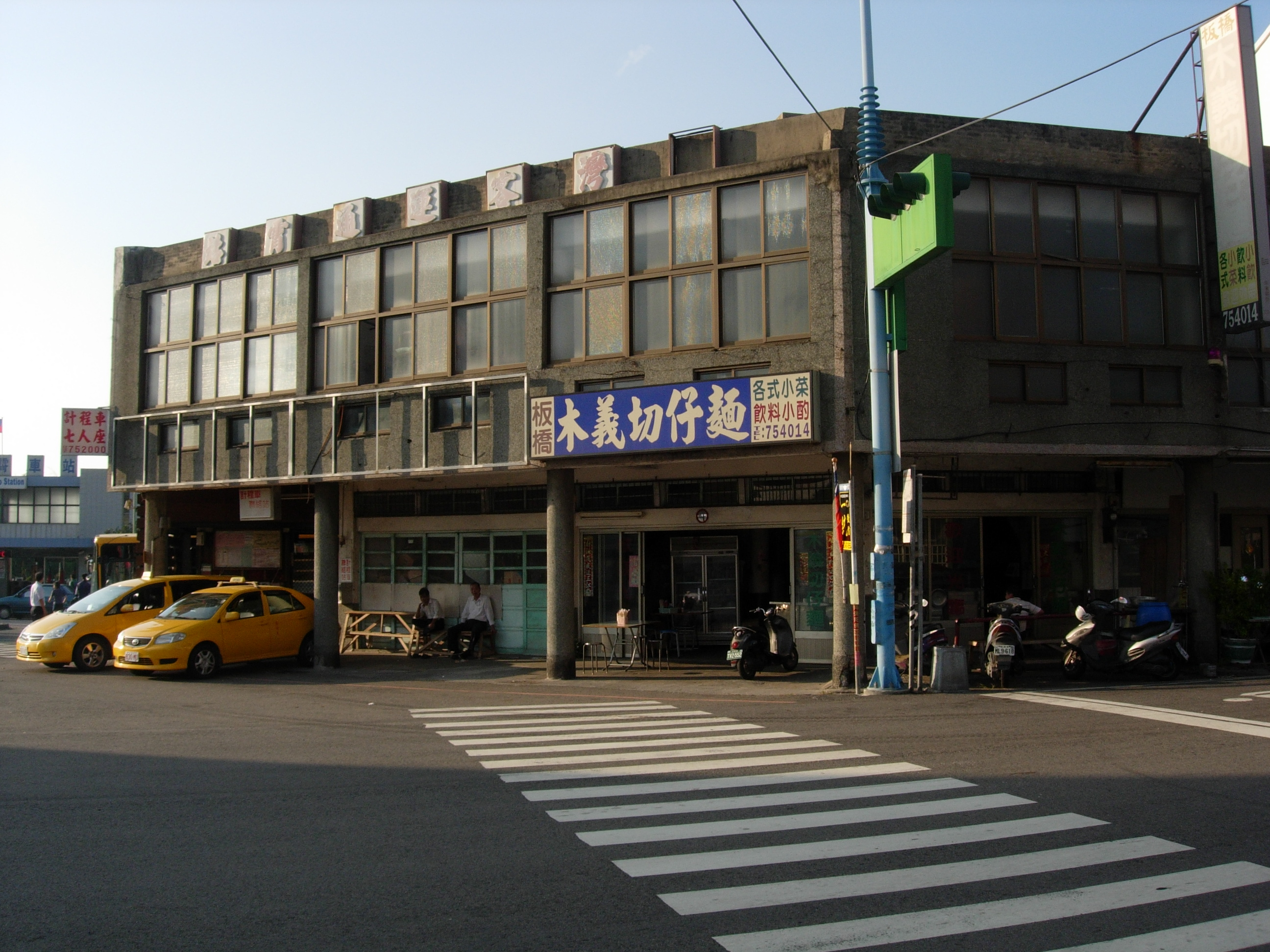
通霄站
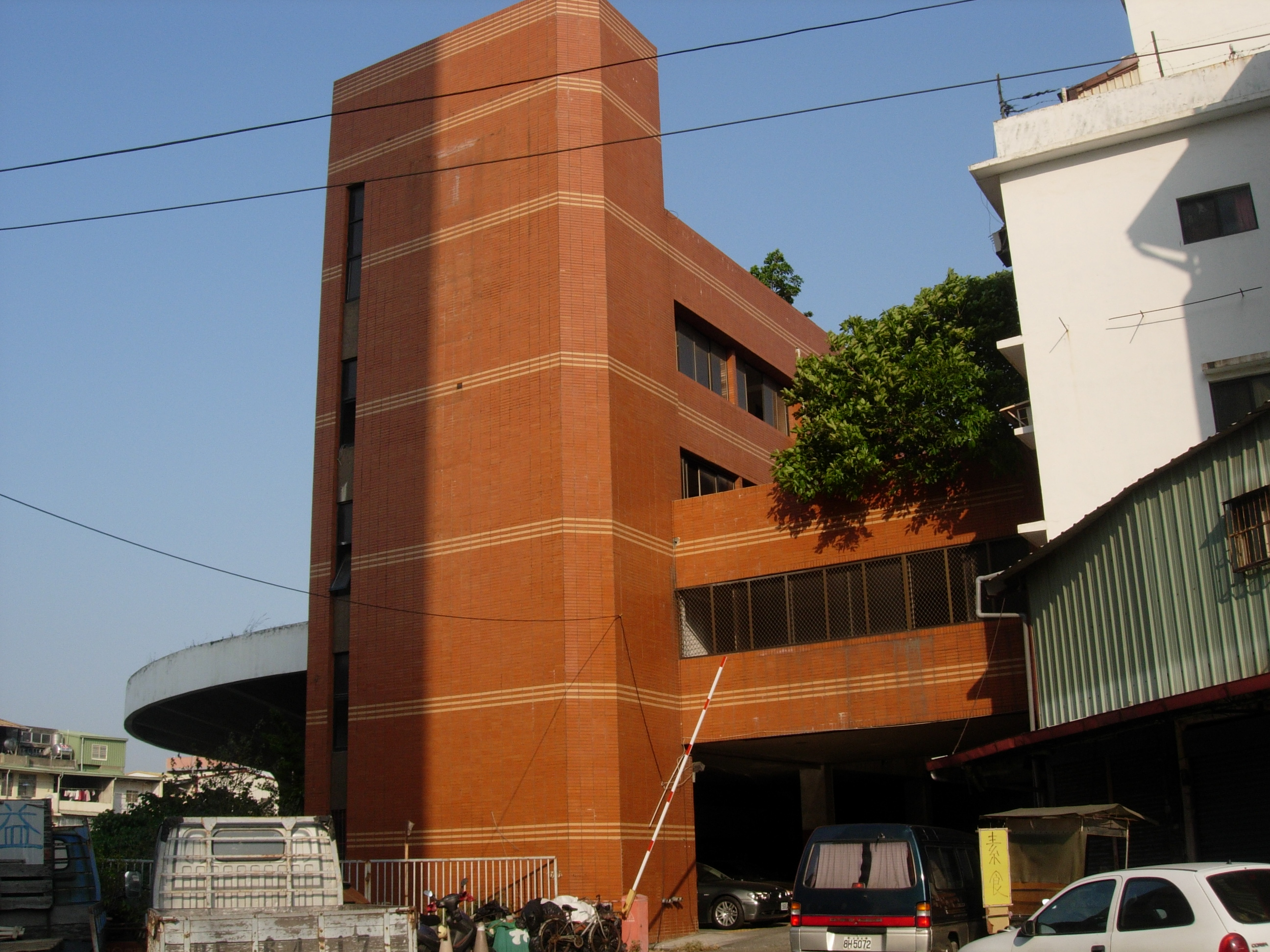
彰化總站
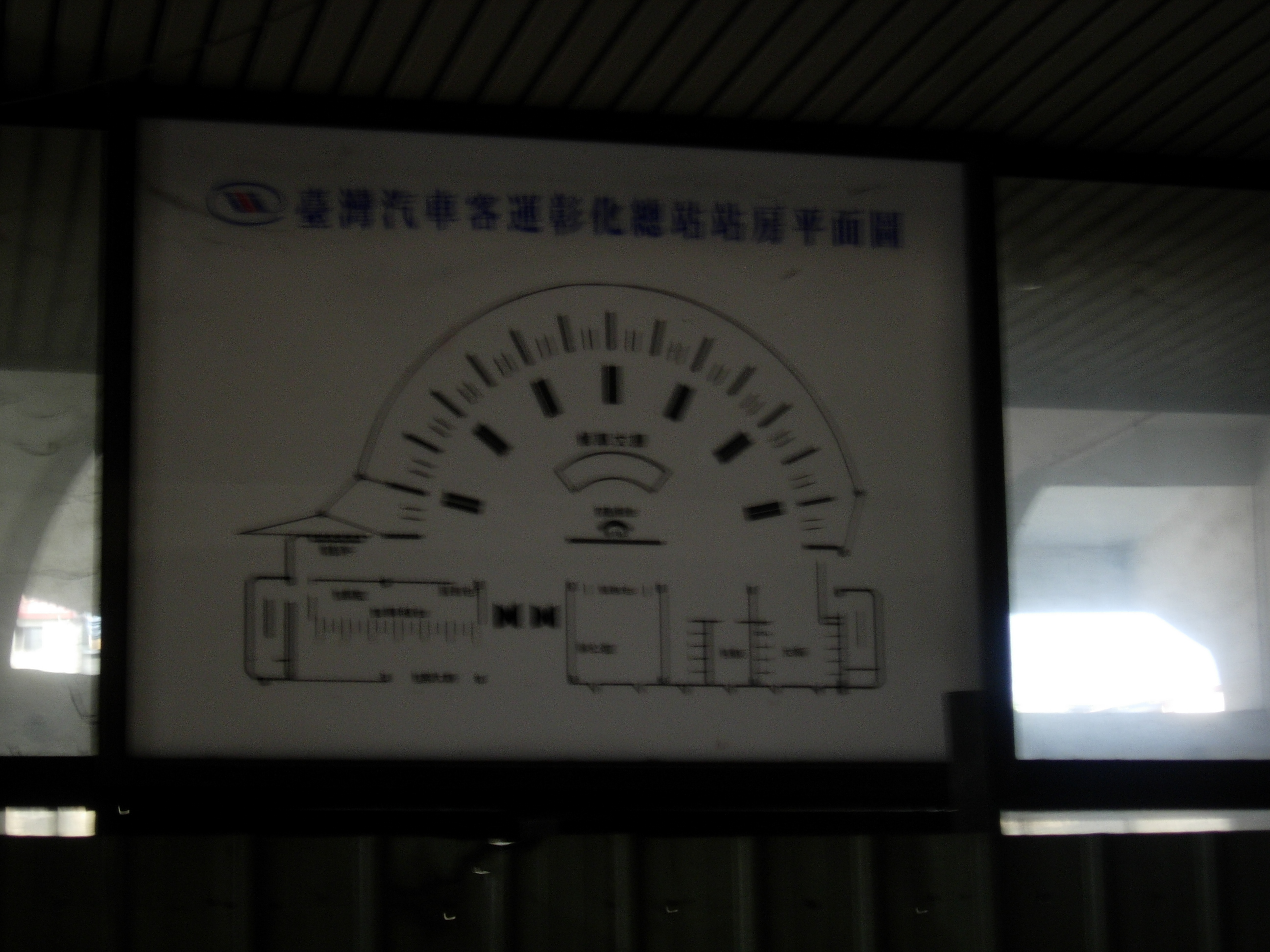
彰化總站平面圖

### 文獻
- 新台灣新聞週刊 第261期 - 老台汽 新願景
- 新台灣新聞週刊 第295期 - 絕地逢生　台汽民營化殺出一條生路
- 新台灣新聞週刊 第344期 - 李宏生：台汽民營化已開花結果
- 《連結》第七期　勞工與社會版　2002.08 - 民營化後的台汽，誰賺？誰賠？ （页面存档备份，存于）